# لارا كروفت
لارا كروفت (بالإنجليزية: Lara Croft)‏ شخصية خيالية وبطلة سلسلة تومب رايدر. ظهرت لأول مرة عام 1996 في لندن، ولها نجاح خاص بقطاع الألعاب.

## بطولة لارا كروفت
لارا كروافت كانت وما زالت بطلة لعبة مغيرة القبور (Tomb Raider) التي امتدت إلى 8 أجزاء حتى الآن بالأضافة إلى إعادة للجزء الأول قامت به شركة Crystal Dynamics بعد ما تولوا برمجة سلسلة ألعاب Tomb Raider من بعد شركة Core Design حيث اصدروا الجزء السادس من هذه اللعبة وهو ما يدعى «ملاك الظلام» «Tomb Raider: The Angel Of Darkness» والذي بنى عليه المعجبين آمال كبيرة على اعتبار انها أول جزء في سلسله مغيرة القبور يصدر على جهاز Sony: PlayStation 2 لكن اصرار الشركة المديرة Eidos على اتمام الجزء السادس بسرعه كبيرة أدى إلى حذف نصف اللعبة المخطط إصدارها للتمكن من إصدارها في الوقت المطلوب مما أدى إلى أن تحتوي اللعبة على اخطاء فنية.
و في عام 2006, تولت شركة Crystal Dynamics تصميم الجزء السابع من لعبة Tomb Raider والملقب ب «الأسطورة» "Tomb Raider : Legend" والذي يتحدث عن مغامرة لارا كروفت في السير على خطى أبيها في البحث عن والدتها التي فقدتها منذ الصغر في حادث اختفاء غامض وفي نهايه المغامرة تستنتج لارا كروفت ان البوابة التي أدت ألى اختفاء والدتها هي جزء من أسطورة الملك آرثر الذي اختفى بنفس الطريقة، فكانت نهاية هذا الجزء تفتح أمام لارا أبواب مغامرة جديدة في البحث عن «آفالون» وهي جنة التفاح ألأحمر حسب الأساطير الأرثورية.
وقامت شركة Crystal Dynamics بإعادة الجزء الأول من لعبة Tomb Raider محاولة في ربط احداثه بالجزء السابع حيث تلتقي لارا كروفت ب «جاكلين ناتلا» وهي ملكة القارة الأسطورية الغارقة تحت المحيط الأطلسي الملقبة ب «اتلانتس» وأهداف هذه المرأة هي إعادة بناء قارتها وخلق مخلوقات خارقة تقضي على العالم لكي تحكمه وتصبح إله خارق يحكم العالم لكن لارا تمكنت من الانتصار عليها.
ولم تتوقف مغامرات البطلة لارا كروفت، بل استمرت في مغامرة جديدة تتابع أحداث الجزء السابع وحقيقة وجود «آفالون» في «العالم السفلي» «Tomb Raider: Underworld» حيث تلتقي مرة ثانية ب «ناتلا» وهنا تتمكن ناتلا من إرسال نسخة خارقة من لارا كروفت لتدمير بيتها الكبير ومحاولة قتل لارا. ولكن لارا كروفت لا تتوقف وتكمل سعيها في الحصول على مطرقة الإله الأسطوري «ثور» إله الرعد وتتمكن من الوصول ألى «آفالون» وتعلم حقيقة وفاة والدها واختفاء والدتها وتتخلص كليا من «ناتلا»....
وفي عام 2013 تم إصدار من قبل شركة Crystal Dynamics لعبة Tomb Raider والتي تغير فيها شكل لارا تماما من شكل كرتوني الي شكل حقيقي وقامت الممثلة كاميلا لودينجتون بتأدية صوت لارا لأول مرة وهذا الجزء يحكي عن: كان هناك ملكة تدعي «هيميكو» وهذه الملكة قد ماتت ولكن قوتها مازالت خالدة وباقية.. وظهر شخص يدعي «مثايس» حيث حاول نقل قوة هذه الملكة الي صديقة لارا التي تدعي «سام» ولكن لارا تغامر وتغامر حتي قتلت هذه القوة...
وفي عام 2015 تم إصدار من قبل شركة Crystal Dynamics جزءاً جديد ومشوق لهذه اللعبة.

## روابط خارجية
- لارا كروفت على موقع ميوزك برينز (الإنجليزية)
- لارا كروفت على موقع ديسكوغز (الإنجليزية)